# Lophophorini
Lophophorini – plemię ptaków z rodziny kurowatych (Phasianidae).

## Zasięg występowania
Plemię obejmuje gatunki występujące w Azji.

## Systematyka
Do plemienia należą następujące rodzaje:
- Lophophorus
- Tetraophasis
- Tragopan